# Nadwarciański Obszar Chronionego Krajobrazu

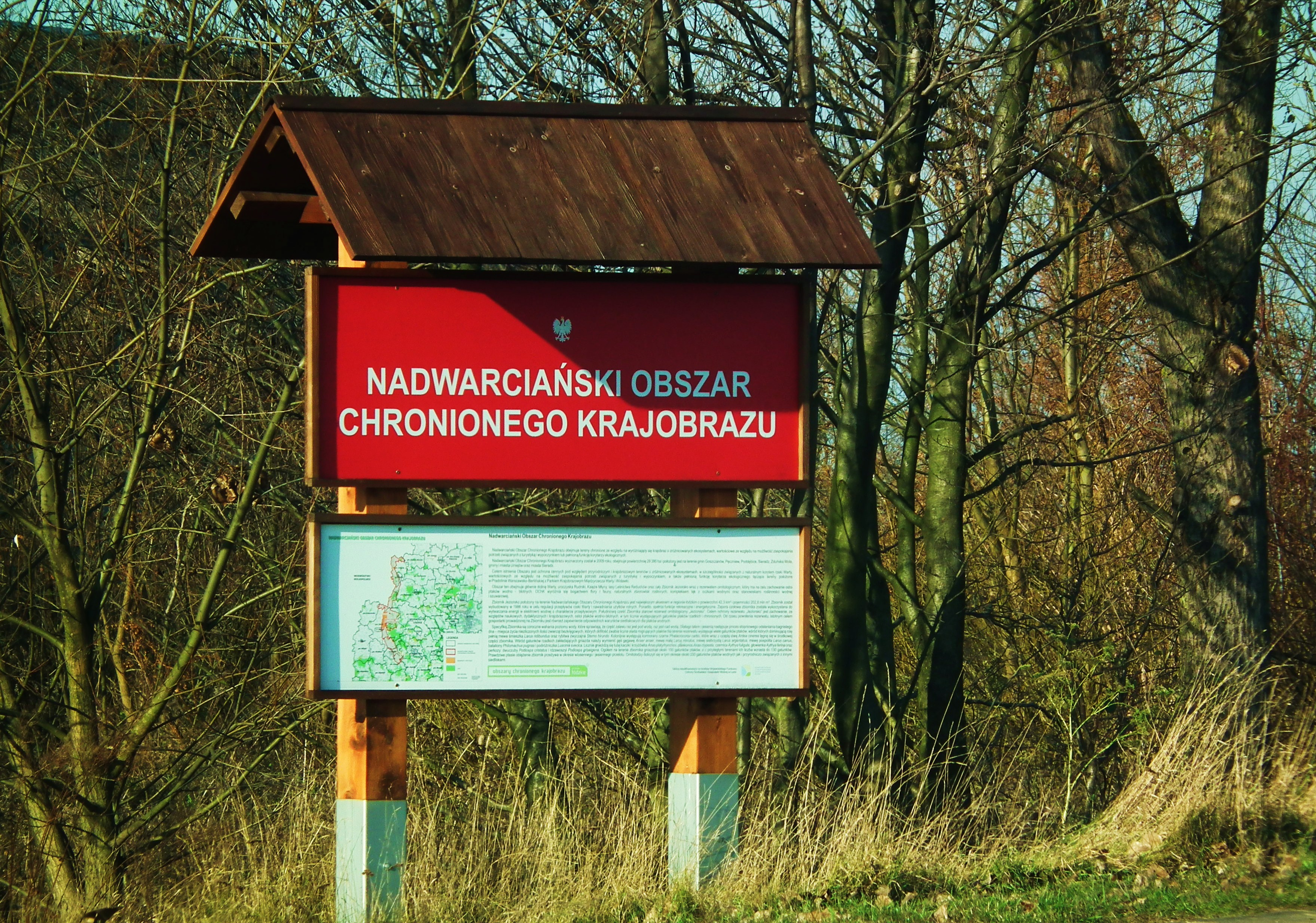
Okolice Wilamowa – wschodni brzeg Warty i tablica informacyjna

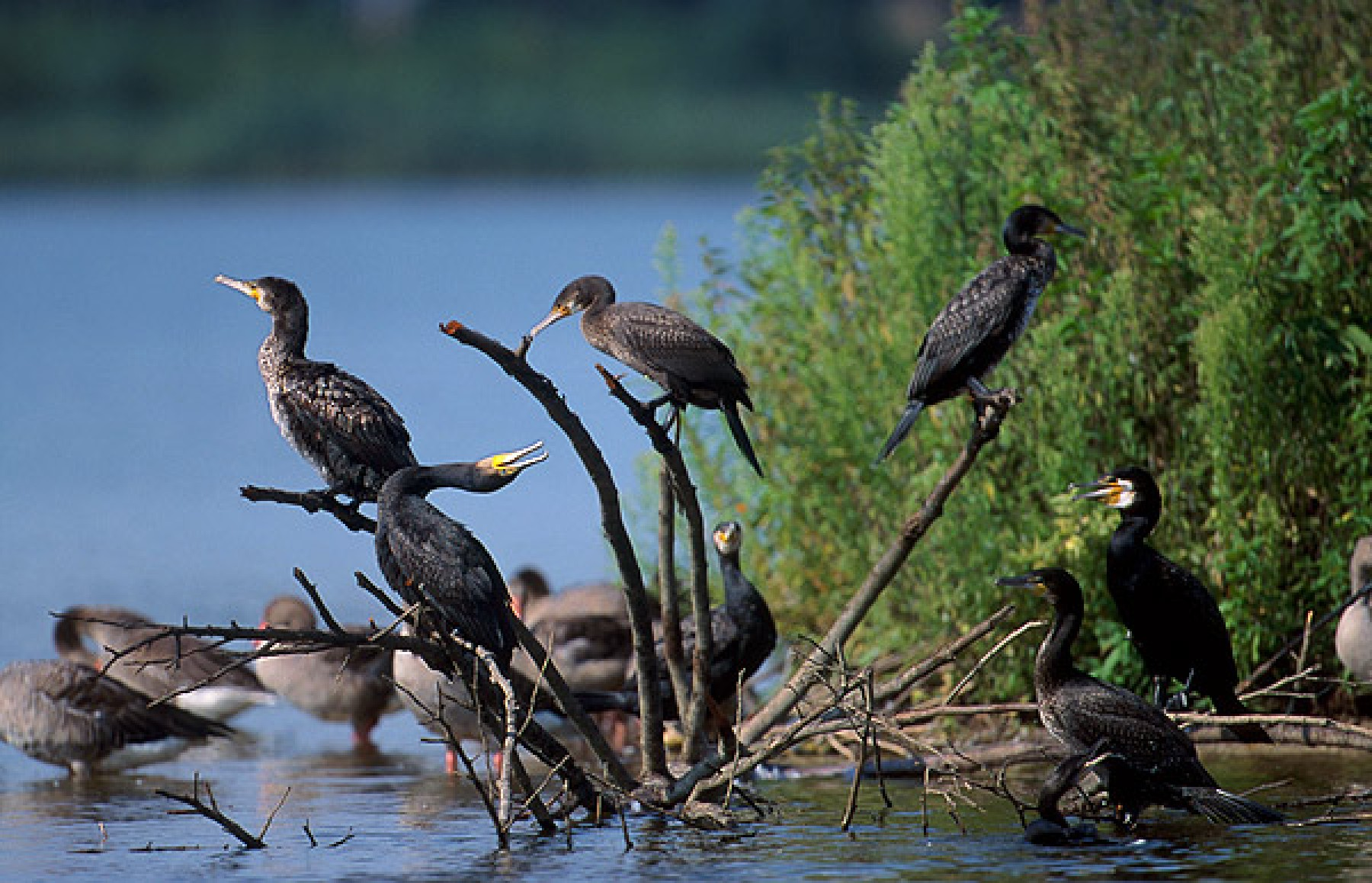
Rezerwat na zbiorniku Jeziorsko (kormorany zwyczajne)

Nadwarciański Obszar Chronionego Krajobrazu – obszar chronionego krajobrazu o powierzchni 29 390 hektarów zlokalizowany w dolinie Warty, na terenie województwa łódzkiego (powiaty: poddębicki, sieradzki i zduńskowolski). Od południa graniczy z Parkiem Krajobrazowym Międzyrzecza Warty i Widawki, od zachodu z Uniejowskim Obszarem Chronionego Krajobrazu, zaś na północnym wschodzie na wąskim odcinku styka się z Obszarem Chronionego Krajobrazu Pradoliny Warszawsko-Berlińskiej. Obszar częściowo pokrywa się z obszarem Natura 2000 „Dolina Środkowej Warty”.
W granicach Obszaru leży rezerwat przyrody Jeziorsko.

## Akt prawny
W obecnym kształcie i granicach Nadwarciański Obszar Chronionego Krajobrazu został utworzony na podstawie Rozporządzenia Nr 5/2009 Wojewody Łódzkiego z dnia 24 marca 2009 r. w sprawie wyznaczenia Nadwarciańskiego Obszaru Chronionego Krajobrazu. Wyznaczono go na bazie już istniejących Obszarów Chronionego Krajobrazu:
- Uniejowskiego z doliną środkowej Warty, powołanego Uchwałą Nr 53 Wojewódzkiej Rady Narodowej w Koninie z dnia 29 stycznia 1986 r. w sprawie   obszarów krajobrazu chronionego na terenie województwa konińskiego i zasad korzystania z tych terenów.
- Nadwarciańskiego z doliną środkowej Warty, powołanego Rozporządzeniem Wojewody Sieradzkiego z 31 lipca 1998 w sprawie wyznaczenia obszarów chronionego krajobrazu oraz uznania za zespoły przyrodniczo-krajobrazowe[3].

## Przyroda
Obszar obejmuje głównie dolinę Warty, uroczyska w rejonie wsi Rudniki, Księże Młyny, lasy leśnictwa Reduchów, jak również cały zbiornik Jeziorsko wraz z rezerwatem wodnym i faunistycznym, który ma na celu zachowanie ostoi ptaków wodnych i błotnych. Obszar wyróżnia się m.in. bogactwem naturalnych zbiorowisk roślinnych, kompleksem łąk z oczkami wodnymi oraz stanowiskami roślinności wodnej i szuwarowej.
Przedmiotem ochrony jest zachowanie walorów przyrodniczych i krajobrazowych doliny Warty, a w szczególności naturalnego koryta rzeki oraz utworzenia korytarza ekologicznego łączącego tereny położone nad Nerem i Bzurą (Pradolina Toruńsko-Eberswaldzka) z Parkiem Krajobrazowym Międzyrzecza Warty i Widawki.